# Centro de Investigaciones Sociales

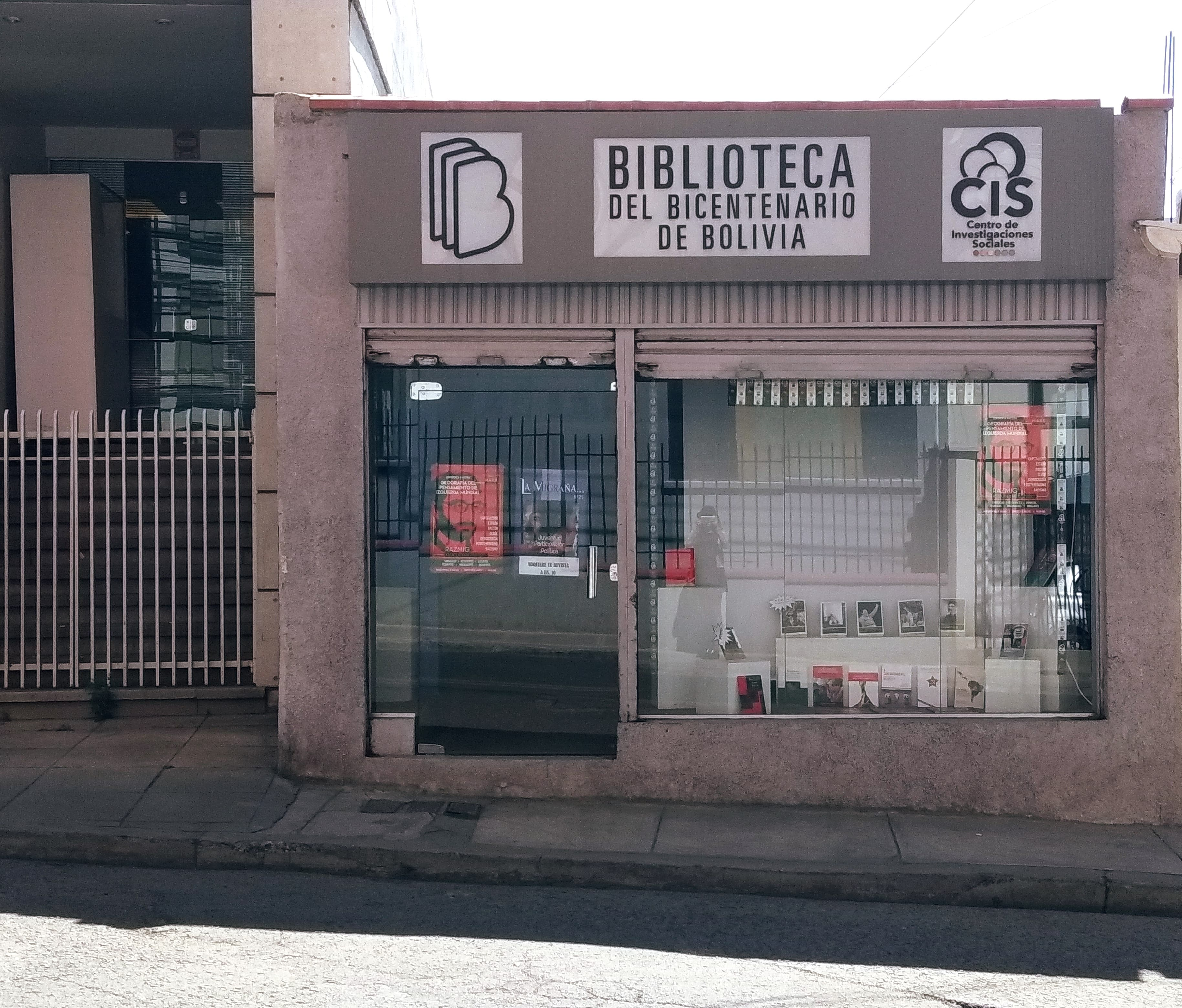
Tienda de la Biblioteca del Bicentenario de Bolivia (BBB) y el Centro de Investigaciones Sociales (CIS) en la ciudad de La Paz, Bolivia

El Centro de Investigaciones Sociales (CIS) es una entidad de la Vicepresidencia del Estado Plurinacional de Bolivia, sin fines de lucro, cuyo propósito es producir investigaciones en ciencias sociales y humanas, de acuerdo a una agenda temática definida por los desafíos de construcción del nuevo Estado boliviano.Fue creado en octubre de 2013.

## Líneas de investigación del CIS
La producción investigativa del CIS se enmarca en tres grandes grupos: 
1) Estado, política y derecho: Investigaciones sobre Estado, ciudadanía, participación política y movimientos sociales, justicia, normativa jurídica, administración pública, burocracia, instituciones y servicios públicos.
2) Teoría e historia: Investigaciones sobre historia política, geográfica e ideológica en Bolivia, tradición intelectual y teoría de la producción cultural boliviana.
3) Economía y sociedad: Investigaciones sobre economía, bienestar social, sectores productivos, estructuras sociales, consumo, inversión, bienes públicos y políticas públicas.
El CIS es igualmente responsable de una serie de convocatorias de investigación y concursos de tesis en ciencias sociales y humanas, con el propósito de generar espacios académicos de discusión, utilizando fondos públicos para ello. Asimismo, el CIS es responsable de la Biblioteca del Bicentenario de Bolivia, un proyecto editorial del Estado boliviano cuyo fin es publicar 200 obras importantes de la historia de Bolivia hasta el año 2025.